# Aïn Zitoun
Ain Zitoun là một đô thị thuộc tỉnh Oum el Bouaghi, Algérie. Dân số thời điểm năm 2002 là 5.993 người.